# Андреас Тельцер
Андреас Тельцер  (нім. Andreas Tölzer, 27 січня 1980) — німецький дзюдоїст, олімпійський медаліст.

## Виступи на Олімпіадах
| Олімпіада   | Дисципліна      | Місце |
| ----------- | --------------- | ----- |
| Афіни 2004  | важка категорія | 7T    |
| Пекін 2008  | важка категорія | 9T    |
| Лондон 2012 | важка категорія | 3T    |